# استنفورد دينغلي (باركشير)
استنفورد دينغلي (بالإنجليزية: Stanford Dingley)‏ هي قرية وأبرشية مدنية تقع في المملكة المتحدة في إنجلترا. يقدر عدد سكانها بـ 179 نسمة ومساحتها 4.82 كم2 .